# Hylemera teleutaea
Hylemera teleutaea là một loài bướm đêm trong họ Geometridae.